# Da Svendsen holdt Systue
Da Svendsen holdt Systue er en dansk stum komediefilm fra 1910 produceret af Nordisk Films Kompagni. Filmens instruktør er ukendt. 
Filmen blev distribueret i USA under titlen Mr. Muggins Has His Sewing Done, hvor den blev vist sammen med en anden af Nordisk Films produktioner, Intelligensens Triumf.

## Handling
Ungkarlen Svendsen vil under ingen omstændigheder opgive sin frihed og gifte sig, men det er vanskeligt, når han skal bruge en kvindes blide hånd til at sørge for, at hans tøj repareres. Han forsøger selv at sy, men det ender galt. Svendsen får imidlertid en god idé, der sikrer, at han uden udgift kan få garderoben repareret.

## Medvirkende
- Carl Alstrup